# 埼玉県看護協会
公益社団法人埼玉県看護協会（こうえきしゃだんほうじんさいたまけんかんごきょうかい、英称：Saitama Nursing Association）は、埼玉県知事所管の埼玉県の看護師を会員とする公益法人。

## 本部所在地
埼玉地域看護研修センター：〒338-0011 埼玉県さいたま市中央区新中里3-3-8

## 訪問看護ステーション
- 秩父訪問看護ステーション 
  - 〒368-0052 秩父市近戸町9-9
- 川口訪問看護ステーション
  - 〒332-0015 川口市川口6-5-14　川口市高齢者在宅サービスセンター内2階
- 川口訪問看護ステーション朝日
  - 〒332-0001 川口市朝日3-20-9　パステルハイツ102号
- 県南訪問看護ステーション
  - 〒333-0866 川口市芝5-16-45　1F
- 鳩ヶ谷訪問看護ステーション
  - 〒334-0003 鳩ヶ谷市坂下町1-8-16
- 与野訪問看護ステーション
  - 〒338-0002 さいたま市中央区下落合5-3-3　中央企画ビル 1階
- 吹上訪問看護ステーション
  - 〒369-0113 鴻巣市不忍4450